# 白色氣息
「白色氣息」（日语：白の吐息）是化學超男子第13張單曲。於2004年12月1日發售。

## 解説
- 《白色氣息》為三得利威士忌「角瓶」廣告歌曲。
- 並沒有收錄c/w曲，而收錄了標題曲的兩個版本，「Silent pf. Ver.」為日本知名鋼琴兼作曲家島健的伴奏版本[1]。
- 歌曲概念為「在告白瞬間時心跳加速」的告白系情歌[2]。
- 沒有收錄於原創專輯，但其後的概念專輯《Hot Chemistry》收錄了歌曲完整版本。
- 於《NHK紅白歌合戰》中唯一演唱的日語歌名歌曲。
- 首張沒有成員二人於封面露面的單曲，下一張同樣的單曲為《約定的地方》。

## 收錄曲目
1. 白色氣息
(作詞: Juve 作曲: 為岡Sonomi 編曲: 村山晉一郎)
三得利威士忌「角瓶」廣告歌曲
2. 白色氣息(Silent pf. Ver.)
(作詞: Juve 作曲: 為岡Sonomi 編曲: 島健)
3. 白色氣息(Instrumental)